# Boula (instrument)
Pour les articles homonymes, voir Boula.
Le boula est un instrument de musique apparenté à un tambour rythmique. Il peut faire référence à plusieurs instruments de l'espace caraïbe.
En Guadeloupe, c'est un petit tambour d’accompagnement du gwoka guadeloupéen, d'une sonorité plus grave que le tambour soliste ka. 
En Haïti, le boula a un tambour de petite taille. Le tambour prend le nom de manman quand il est de grande taille.

## Facture
Traditionnellement, le boula est fabriqué avec la peau d'un cabri mâle. Cette peau est fixée à un morceau de tronc évidé, ou encore un tonneau de rhum ou de vin. Des trous sont perforés sur le pourtour supérieur afin de recevoir les chevilles qui tiendront la peau.